# Agostino Ariani
Agostino Ariani (Napoli, 5 settembre 1672 – Napoli, 13 dicembre 1748) è stato un matematico italiano.
Figlio di Marco Antonio (1624-1706) e Anna Maria Macchia, Agostino fu il maggiore di sei fratelli: Decio (1774-?), Francesco Antonio (1676-1747), Jacopo (1678-1765), Carlo (1780-1764) e Vittoria Angiola (1782-?). 
Fu allievo di Giuseppe Toma, professore di eloquenza all'Università di Napoli e di filosofia e teologia nel collegio dei gesuiti, di Gregorio Messere e di Gregorio Caloprese che lo introdusse alla metafisica cartesiana. Nel 1688, a 16 anni, si laureò in giurisprudenza con il celebre giureconsulto Giovanni Leonardo Rodoerio (1640-1701). Successivamente sotto l'impulso di un amico di famiglia, il matematico fiammingo Guglielmo de Linghax, si dedicò da autodidatta allo studio della matematica e della fisica. Da Londra fece arrivare un telescopio per apprendere l'astronomia. 
Durante un suo viaggio a Firenze conobbe Antonio Magliabechi, Alessandro Marchetti e Vincenzo Viviani. A Napoli frequentò i circoli accademici di Antonio de Monforte e del viceré Luis Francisco de la Cerda y Aragon e l'accademia di Celestino Galiani, matematico ed erudito divenuto "cappellano maggiore del Regno di Napoli", istituita nel 1732 nel palazzo Gravina prima, e successivamente spostata nel monastero dei ss. Severino e Sossio.
Ad appena 23 anni, il 30 gennaio 1695 gli fu conferita, come professore interino, la cattedra di matematica all'Università restata vacante da Agostino Passante (1653-1732). Nel 1706 entrò a far parte della Regia Camera della Sommaria come procuratore fiscale del patrimonio reale e nel 1715 fu nominato segretario della real giunta della Zecca. Nel 1721 affidò la cattedra universitaria ad uno dei suoi discepoli, il matematico Nicola Antonio De Martino fratello di Pietro, primo professore della cattedra di astronomia. Nel 1732 abbandonò definitivamente l'insegnamento universitario. Per l'interesse del cardinal Francesco Pignatelli, arcivescovo di Napoli, compì una serie di osservazioni astronomiche dall'Eremo di Camaldoli per correggere la tavola astronomica definita da Antonio de Monforte, la "Tabula astronomica ortus solis, meridiei, ac mediae noctis juta solare horologium Ad elevationem poli per gradus 41 Sub quo constituitur Civitas Neapolis Ab Augustino Ariano J. C. Atque in Neap. Universitate celebri Matheseos Professore adprobata". Nel 1739 fu nominato giudice onorario della Gran Corte della Vicaria. 
Fino ai 63 anni visse con suo fratello Carlo e la moglie Geronima de Nicolò. Quando i suoi familiari decisero di spostarsi nel feudo avito di Pietraferrazzana in Abruzzo, decise di sposare la nobildonna Elena Amodio (?-1776) da cui ebbe quattro figli di cui uno morto infante: Marcantonio, Vincenzo e Annamaria.  
Fu sepolto nella Chiesa di San Giorgio Maggiore (Napoli). Sulla lapide fu scolpito il distico: ET COELUM, & TERRAM INGENIO AUGUSTINUS OBIBAM / QUAEQUE FUERE ALIIS CLAUSA, RECLUSA MIHI.